# 中村常三
中村 常三（なかむら つねぞう、生没年不詳）は、昭和期に活躍した日本のジャーナリスト、新聞記者。読売新聞社論説委員、読売新聞社外報部員。

## 人物・経歴
1930年（昭和5年）、立教大学文学部を卒業。その後、読売新聞社に入社。
1936年（昭和11年）、読売新聞社の外報部員として中国に派遣され、特派員として日中関係の記事や、「転機に立つ日支関係」などの評論を執筆。
仕事柄から中国関連の書籍も出版しており、読売新聞の東亜部長をはじめ、大阪毎日新聞上海支局長や東京日日新聞東亜課長を歴任した村田孜郎と共訳による書籍も出版している。
後に読売新聞社論説委員を務めた。

## 主な著作
- 『再分割の危機に立つ支那』満州評論同人 共著 満州評論社 1936年
- 『支那はどうなる？』今日の問題社 1936年
- 『支那は生存し得るか』H.E.ア-ベント,A.J.ビリンガム 著 村田孜郎,中村常三 訳 教材社 1937年
- 『外国から見た 敗戦支那』清和書店 1939年
- 『中国革命史』貝華 著 中村常三 訳 東京学藝社 1942年